# Thecla rubifer
Thecla rubifer är en fjärilsart som beskrevs av Druce 1907. Thecla rubifer ingår i släktet Thecla och familjen juvelvingar. Inga underarter finns listade i Catalogue of Life.